# CPT1A
CPT1A är en gen i det humana genomet som kodar för enzymet carnitin-palmitoyl-transferas-1A. Denna gen finns på q-armen på kromosom 11, position 13.3 på lagging strand. CPT1-genen kodar för carnitin-palmitoyl-transferas-1A, som är ett enzym som hittas i levern. Enzymet är involverat i oxidation av fettsyror. Mer specifikt så samarbetar enzymet med två andra enzym, acyl-CoA syntetas och carnitin/acylcarnitin translokas, för att transportera långa kedjor av fettsyror från cytosolen till mitokondriella matrixen, där de genomgår beta-oxidation för att utvinna energi. Enzymet katalyserar överföringen av en acylgrupp från long-chain fatty acid-CoA till carnitin.

Denna gen har nio transkript, fem paraloger och 73 ortologer. Av dessa nio transkript är det åtta stycken som är proteinkodande. 
I OMIM hittas elva utvalda varianter av genen (dock finns det många fler): sex stycken orsakade av missense-mutation, en av stop gain-mutation, två stycken av deletion, en av frameshift-mutation och en splice acceptor variant. Av dessa elva är nio stycken patogena och de resterande två är fortfarande osäkra om de är patogena. Alla varianter har väldigt låg frekvens färre än 1 på 1 000 000 drabbas. 

## CPT1A-brist
Mutationer i CPT1A har kopplats till fel i karnitinsystemet. Det första fallet av CPT1A-brist rapporterades 1981 och fram till 2010 är det endast 30 fall som har rapporterats. En defekt i CPT1 innebär att den sjuke inte kan bryta ner fettsyror för att utvinna energi. Defekten har ett autosomalt recessivt nedärvningsmönster, vilket innebär att genen kodas på en autosom och att två defekta kopior av genen måste nedärvas, en från varje förälder, för att ge denna sjukdom. Sjukdomen är monogen, vilket innebär att sjukdomen endast beror på defekter i en gen. Sjukdomen karakteriseras av svåra episoder av hypoketotisk hypoglykemi och förhöjda nivåer av carnitin. Detta innebär låga nivåer av ketoner och lågt blodsocker. Ketoner är produkter som uppkommer från nedbrytningen av fettsyror, och används för energiutvinning i citronsyracykeln. Symptomen brukar komma under de första åren i livet och är mer uttalande efter fastande och sjukdom. Anledningen till att symptomen kommer efter dessa tillstånd, är att kroppen kommer behöva en högre energiförbrukning och är därmed i behov av att utvinna energi ur fettsyror.

## Metod för testning
Testning för denna sjukdom ingår i PKU-provet. PKU-provet är ett prov som tas på alla nyfödda barn i Sverige. Syftet är att testa för ovanliga, dock allvarliga medfödda sjukdomar. En tidig diagnos är kritisk för att behandlingen ska bli mest effektiv. Provet ska tas så snart som möjligt efter födseln, där några droppar blod samlas upp på ett filterpapper, torkas, och skickas till PKU-laboratoriet för analys. 
Om det visar sig att man har avvikande nivåer av fritt carnitin, ketoner, och glukos i blodet så är det möjligt att gå vidare med utredning. Då går det att kontrollera enzymaktiviteten, genom att CPTI-aktiviteten mäts. Då mäts bildningen av palmitoyl-carnitin från palmitoyl-CoA och [metyl-14C]carnitin i celler permeabiliserade av digitonin, i reaktionblandningar med och utan tillsats av malonyl-CoA. Malonyl-CoA är en naturlig inhibitor till carnitin-palmitoyltransferas-1. Om detta visar på låga enzymnivåer, så kan man dra slutsatsen att det finns en defekt i enzymet.
Det har visats att det kan skilja sig när man ska mäta dessa nivåer, beroende på vilket tillstånd patienten befinner sig i. Som nämnt ovan, så träder symptomen fram mest tydligt när patienten befinner sig i ett kataboliskt tillstånd eller efter sjukdom. Om patienten inte befinner sig i något av dessa tillstånd när PKU-prov tas, är det inte säkert att defekten upptäcks. Därför är det även viktigt att bekräfta vid misstanke om defekt. Detta kan göras med hjälp av analys av hela CPT1A-genen, där sekvensen kontrolleras för att se om avvikelser kan hittas. 

## Behandling
Den bästa långvariga behandlingen för att förebygga symptom av denna sjukdom är att förebygga hypoglykemi. Detta görs genom att förse patienten med en diet som innehåller lite fett och mycket kolhydrater. Fastande perioder bör undvikas till den mån det går. Under akuta perioder när barnet inte vill äta eller under kirurgi, ska intravenöst 10 % glukos förses. Sjukdomen går inte att bota men det går att förhindra symptom genom rätt kost och leverne. 